# مینواوکان (داکوتای شمالی)
مینواوکان(به انگلیسی: Minnewaukan) شهری در ایالت داکوتای شمالی کشور ایالات متحده آمریکا است که جمعیت آن در سرشماری سال ۲۰۱۰ میلادی، ۲۲۴ نفر بوده‌است.